# Мамалигани (Алба)
Мамалигани (рум. Mămăligani) насеље је у Румунији у округу Алба у општини Могош. Oпштина се налази на надморској висини од 829 m.

## Становништво
Према подацима из 2002. године у насељу је живело 49 становника, од којих су сви румунске националности.